# Chiesa cattolica in Nigeria
La Chiesa cattolica in Nigeria è parte della Chiesa cattolica in comunione con il vescovo di Roma, il papa.

## Storia
I primi tentativi di evangelizzazione dei territori corrispondenti all'attuale Nigeria risalgono alla fine del XV secolo per opera di missionari portoghesi degli ordini Cappuccini ed Agostiniani. Sul modello dei rapporti Stato-Chiesa in Europa, essi cercarono dapprima di convertire i re, e tramite questi raggiungere le popolazioni: buoni risultati furono ottenuti nel regno del Benin ed alcune missioni furono fondate nei pressi di Warri, ma in generale la missione non ebbe ulteriori sviluppi. Una nuova missione dei Cappuccini fu avviata intorno al 1646 sulla costa del Benin, ma a causa delle difficoltà legate al clima e all'ambientamento la missione fu abbandonata.
La ripresa delle missioni cattoliche in Nigeria si ebbe nel corso dell'Ottocento con l'arrivo dei missionari della Società delle Missioni Africane: nel marzo 1862 l'italiano padre Francesco Borghero celebrò la prima messa a Lagos. Il 28 agosto 1860 fu eretto il vicariato apostolico del Dahomey (oggi arcidiocesi di Lagos) che inglobava i territori della Nigeria occidentale. Nel 1885 giunsero in Nigeria orientale (dal Gabon) i missionari Spiritani, che diedero vita, quattro anni dopo, al vicariato apostolico della Nigeria Inferiore con sede a Onitsha. Contestualmente fu eretto il vicariato apostolico della Nigeria Superiore, con sede a Benin City. Questi tre vicariati posero le basi dell'evangelizzazione dell'intero territorio nigeriano.
Nel 1917 fu eretto a Benin City il primo seminario nigeriano e nel 1929 furono ordinati i primi preti autoctoni. Il 18 aprile 1950, con la bolla Laeto accepimus, papa Pio XII istituì la gerarchia cattolica nel Paese. Monsignor Dominic Ignatius Ekandem fu il primo vescovo (1953) ed il primo cardinale nigeriano (1976). La Chiesa cattolica del Paese ricevette per due volte la visita apostolica di papa Giovanni Paolo II: nel febbraio 1982 e nel 1998. In quest'ultima occasione, il papa beatificò Cipriano Iwene Tansi, primo santo nigeriano.
In Nigeria convivono le due più grandi religioni monoteiste. Il cristianesimo è maggioritario al Sud, mentre al Nord prevale l'islam. Dall'anno 2000 in tutti gli stati del Nord del paese è in vigore la sharia, la legge islamica, applicata a tutti gli abitanti senza distinzioni.
Nel 2001, 2008 e 2010 sono avvenute sanguinose faide tra i cittadini dello stato di Plateau, al centro del Paese. I mezzi di comunicazione di massa hanno presentato gli eventi come "scontri tra cristiani e musulmani", ma la vera ragione degli scontri è la lotta per il potere e la sua gestione.
Il 17 marzo 2015 papa Francesco ha indirizzato una lettera ai vescovi della Nigeria, invocando la pace in una nazione martoriata «per mano di persone che si proclamano religiose, ma che abusano della religione per farne una ideologia da piegare ai propri interessi di sopraffazione e di morte».
Nell'agosto 2024 la conferenza episcopale nazionale ha pubblicato un documento contro i frequenti abusi liturgici.

## Organizzazione ecclesiastica
La Chiesa cattolica è presente nel Paese con 9 sedi metropolitane e 50 diocesi suffraganee:
- dall'arcidiocesi di Abuja dipendono le diocesi di: Gboko, Idah, Katsina-Ala, Lafia, Lokoja, Makurdi e Otukpo;
- dall'arcidiocesi di Benin City dipendono le diocesi di: Auchi, Bomadi, Issele-Uku, Uromi e Warri;
- dall'arcidiocesi di Calabar dipendono le diocesi di: Ikot Ekpene, Ogoja, Port Harcourt e Uyo;
- dall'arcidiocesi di Ibadan dipendono le diocesi di: Ekiti, Ilorin, Ondo, Osogbo e Oyo;
- dall'arcidiocesi di Jos dipendono le diocesi di: Bauchi, Jalingo, Maiduguri, Pankshin, Shendam, Yola e Wukari;
- dall'arcidiocesi di Kaduna dipendono le diocesi di: Kafanchan, Kano, Katsina, Kontagora, Minna, Sokoto e Zaria;
- dall'arcidiocesi di Lagos dipendono le diocesi di: Abeokuta e Ijebu-Ode;
- dall'arcidiocesi di Onitsha dipendono le diocesi di: Abakaliki, Aguleri, Awgu, Awka, Ekwulobia, Enugu, Nnewi e Nsukka;
- dall'arcidiocesi di Owerri dipendono le diocesi di: Aba, Ahiara, Okigwe, Orlu e Umuahia.

In Nigeria, nella città di Ibadan, ha sede anche l'eparchia dell'Annunciazione, circoscrizione della Chiesa maronita che estende la propria giurisdizione su tutti i fedeli maroniti residenti in Africa occidentale e centrale.

## Statistiche
Alla fine del 2004 la Chiesa cattolica in Nigeria contava:
- 1.905 parrocchie;
- 4.146 preti, di cui 3.452 diocesani e 694 religiosi;
- 3.755 seminaristi;
- 3.674 suore religiose;
- 4.163 istituti scolastici;
- 1.202 istituti di beneficenza.

La popolazione cattolica ammontava a 17.526.595 battezzati, pari al 14,5% della popolazione totale del Paese.

## Nunziatura apostolica
L'antica delegazione apostolica dell'Africa, istituita l'11 gennaio 1930 con giurisdizione su tutti i territori di missione in Africa dipendenti dalla Congregazione di Propaganda Fide, in forza del decreto Cum Apostolicae della medesima Congregazione del 2 gennaio 1947 mutò il proprio nome in Delegazione apostolica dell'Africa Orientale ed Occidentale britannica; essa aveva giurisdizione su tutte le colonie britanniche dell'Africa.
Il 3 maggio 1960 nasce la Delegazione apostolica dell'Africa Centro-occidentale con il breve apostolico Ad universae Ecclesiae di papa Giovanni XXIII; essa aveva giurisdizione sulla Nigeria, il Camerun, il Gabon, l'Oubangui-Chari, il Congo e il Ciad. Sede del delegato apostolico era la città di Lagos in Nigeria.
Il 10 ottobre 1973, con il breve apostolico Verba Christi di papa Paolo VI, la delegazione apostolica dell'Africa Centro-occidentale assume il nuovo nome di delegazione apostolica in Nigeria e Ghana con sede in Lagos.
Il 29 aprile 1976, con l'instaurazione di rapporti diplomatici tra la Santa Sede e la Nigeria, nasce la Nunziatura apostolica in forza del breve apostolico Usu iam dudum del medesimo papa Paolo VI.
Delegati apostolici
- Sergio Pignedoli (23 settembre 1960 - 1º giugno 1964 nominato delegato apostolico in Canada)
- Luigi Bellotti (18 luglio 1964 - 27 novembre 1969 nominato pro-nunzio apostolico in Uganda)
- Amelio Poggi (27 novembre 1969 - 26 settembre 1973 nominato pro-nunzio apostolico in Siria)
- Girolamo Prigione (2 ottobre 1973 - 28 aprile 1976 nominato pro-nunzio apostolico)

Pro Nunzi apostolici
- Girolamo Prigione (28 aprile 1976 - 7 febbraio 1978 nominato delegato apostolico in Messico)
- Carlo Curis (30 marzo 1978 - 4 febbraio 1984 nominato pro-nunzio apostolico a Cipro)
- Paul Fouad Naïm Tabet (8 settembre 1984 - 14 dicembre 1991 nominato osservatore permanente della Santa Sede presso l'Ufficio delle Nazioni Unite ed Istituzioni specializzate a Ginevra)

Nunzi apostolici
- Carlo Maria Viganò (3 aprile 1992 - 4 aprile 1998 nominato delegato per le Rappresentanze Pontificie)
- Osvaldo Padilla (22 agosto 1998 - 31 luglio 2003 nominato nunzio apostolico in Costa Rica)
- Renzo Fratini (27 gennaio 2004 - 20 agosto 2009 nominato nunzio apostolico in Andorra e Spagna)
- Augustine Kasujja (2 febbraio 2010 - 12 ottobre 2016 nominato nunzio apostolico in Belgio)
- Antonio Guido Filipazzi (26 aprile 2017 - 8 agosto 2023 nominato nunzio apostolico in Polonia)
- Michael Francis Crotty, dal 16 luglio 2024

## Conferenza episcopale
L'episcopato nigeriano costituisce la Conferenza dei Vescovi Cattolici della Nigeria (Catholic Bishops' Conference of Nigeria, CBCN) con sede nella città di Lagos. Essa fu istituita nel 1961 e rappresenta l'organo di unità, comunione e solidarietà per i milioni di cattolici sparsi in tutti i 36 Stati della Nigeria. La CBCN è diretta da un organo esecutivo composto dal presidente, il vicepresidente, il segretario, e il segretario aggiunto. La sessione plenaria della Conferenza si tiene due volte all'anno. Organo principale di azione della CBCN è il Catholic Secretariat of Nigeria, che ha lo scopo di attuare le decisioni della Conferenza episcopale e di facilitare il lavoro di sviluppo missionario, educativo ed umano dei vescovi, sacerdoti e religiosi nigeriani.
La CBCN è membro della Regional Episcopal Conference of West Africa (RECOWA) e del Symposium of Episcopal Conferences of Africa and Madagascar (SECAM).
Elenco dei Presidenti della Conferenza episcopale:
- Charles Heerey, arcivescovo di Onitsha (1961 - 1966)
- John Kwao Amuzu Aggey, arcivescovo di Lagos (1966 - 1972)
- Dominic Ignatius Ekandem, cardinale vescovo di Ikot Ekpene (1973 - 1979)
- Francis Arinze, arcivescovo di Onitsha (1979 - 1984)
- Gonsum Ganaka, arcivescovo di Jos (1984 - 1988)
- Anthony Olubunmi Okogie, arcivescovo di Lagos (1988 - 1994)
- Albert Kanene Obiefuna, vescovo di Awka e poi arcivescovo di Onitsha (1994 - 2000)
- John Olorunfemi Onaiyekan, arcivescovo di Abuja (2000 - 2006)
- Felix Alaba Adeosin Job, arcivescovo di Ibadan (2006 - aprile 2012)
- Ignatius Ayau Kaigama, arcivescovo di Jos (aprile 2012 - 22 febbraio 2018)
- Augustine Obiora Akubeze, arcivescovo di Benin City (22 febbraio 2018 - 9 marzo 2022)
- Lucius Iwejuru Ugorji, arcivescovo di Owerri, dal 9 marzo 2022

Elenco dei Vicepresidenti della Conferenza episcopale:
- Augustine Obiora Akubeze, arcivescovo di Benin City (aprile 2012 - 22 febbraio 2018)
- Lucius Iwejuru Ugorji, vescovo di Umuahia (22 febbraio 2018 - 9 marzo 2022)
- Matthew Man-oso Ndagoso, arcivescovo di Kaduna, dal 9 marzo 2022

Elenco dei Segretari generali della Conferenza episcopale:
- Donatus Aihmiosion Ogun, vescovo di Uromi, dal 9 marzo 2022